# Ацайский дацан
Аца́йский даца́н «Тубдэ́н Даржали́нг» (бур. Ацын дасан, Ацын хийд; тиб. ཐུབ་བསྟན་དར་རྒྱས་གླིང, Вайли thub bstan dar rgyas gling — «Место процветания учения Муни») — один из старейших буддийских монастырей школы гелуг в Бурятии, действовавший с 1743 по 1935 год.

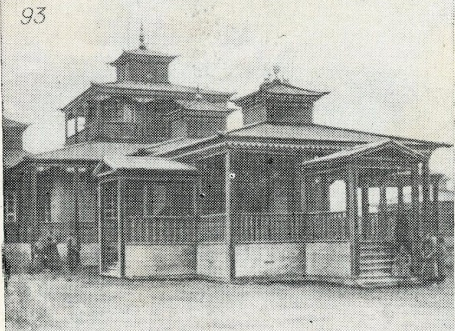
Ацайский дацан в 1910-х годах

С 2007 года Буддийской традиционной сангхой России начато возрождение Ацайского дацана — с его исторического прихода в местности Талын Харгана.

## История
В 1743 году на северо-восточной стороне Гусиного озера, в устье речки Загустай селенгинские буряты, поставили храм-дуган, представлявший собой войлочную юрту. Первыми ширээтэ (настоятелями) были ламы, прибывшие из Тибета.
Позднее был построен деревянный Цогчен-дуган, с тибетским названием Тубдэн Даржалинг, на северном берегу Гусиного озера в местности Мэргэн Шанаа. Однако на этом месте дацан долго не простоял, ввиду часто случавшихся здесь наводнений, и дацан перенесли в устье речки Аца (к югу от современного посёлка Бараты), на западную сторону озера. Отсюда дацан и получил своё название — Ацайский.
В 1745 году Ацайский дацан перенесли в местность Табхар, на северную сторону Гусиного озера, к подножию горы Хан-Хонгор-Ула Хамбинского хребта (севернее современного посёлка Заозёрный). Первым ширээтэ этого дацана также был тибетский лама. После строительства деревянного дугана ширээтэ-ламой стал Шираб-Жамсо Мункуев.
В 1784 году деревянное здание Ацайского дацана сгорело в огне пожара. После этого два бурятских рода атаганов в том же году построили свой родовой дацан Тубдэн Даржилинг вновь у речки Аца, на её правом берегу, к югу от холма Бату Мандал.
В 1786 году дацан получил официальное разрешение на деятельность от земского управления. Именно этот деревянный Цогчен-дуган и простоял 150 лет, до 1935 года. За этого время здание дугана несколько раз ремонтировалось.
В 1784 году от Ацайского дацана отделилась часть прихожан, принадлежавших к шести булагатским родам, которая основала свой родовой Загустайский дацан.
Цогчен-дуган Ацайского дацана имел характерную архитектуру для ранних бурятских буддийских храмов того времени: крестообразный в плане, многоглавый, с высоким крыльцом с лестницами на три стороны и крытой галереей по периметру.
За всё это время на территории Ацайского дацана было возведено девять малых храмов — сумэ:
- 1795 год — Шигемуни бурханай сумэ, Аюшин сумэ
- 1800 год— Гунриг бурханай сумэ, Догшидын сумэ
- 1825 год — Дэмчог бурханай сумэ, Хурдэнэй сумэ
- 1826 год — Шагдарын сумэ, Манлайн сумэ
- 1829 год — Найданай сумэ

В 1930-х годах во время антирелигиозных гонений ламы были репрессированы, а сам дацан был ликвидирован постановлением Президиума ЦИК Бурят-Монгольской АССР № 30 от 28 мая 1935 года.
К 1945 году все здания буддийского комплекса были снесены.

## Современность

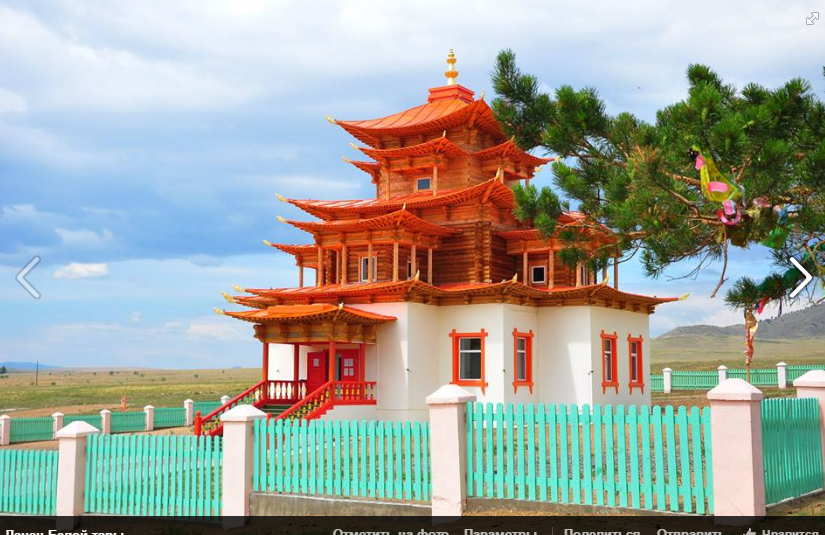
Возрожденный Ацайский дацан

На месте разрушенного Ацайского дацана возведён субурган (буддийская ступа). Находится в 2 км от места впадения ручья Ацай в Гусиное озеро на южном склоне холма Бату Мандал.
Также возведён субурган в местности Табхар у подножия горы Хан-Хонгор-Ула Хамбинского хребта.
Один из исторических приходов Ацайского дацана (населённые пункты Новоселенгинск и Бургастай) возрождён в 2008 году в местности Талын Харгана, с установлением здесь субургана, посвящённого 1-му Пандито Хамбо-ламе Дамба-Доржо Заяеву, который закончил здесь земной путь.
В 2012—2014 годах возведён комплекс Дворца Белой Тары. В храме-дугане проводятся ежедневные богослужения. Талын Харгана находится в пади Цаган-Жалга, по восточной стороне Кяхтинского тракта, в 6,5 км к северо-западу от посёлка Новоселенгинска.

## Ссылка
- Ацайский дацан